# Яшин Лев Іванович
Лев Іванович Я́шин (22 жовтня 1929, Москва — 20 березня 1990, там само) — видатний радянський футболіст; найкращий воротар в історії футболу, за версією Міжнародної федерації футбольної історії і статистики (IFFHS), France Football (премія «Золотий м'яч») та інших організацій, голкіпер XX століття за версією ФІФА тощо. 
Заслужений майстер спорту СРСР (1957), майстер спорту СРСР міжнародного класу, володар «Золотого м'яча» для найкращого футболіста Європи 1963 року за версією журналу «Франс футбол» (першим серед радянських футболістів отримав це звання); Герой Соціалістичної Праці (1990); лауреат Ювілейної нагороди УЄФА як найвидатніший радянський футболіст 50-річчя (1954—2003).

## Життєпис
Лев Іва́нович Яшин народився 22 жовтня 1929 року в Москві в сім'ї робітників. Його батьки працювали на оборонному заводі № 25 (пізніше «Красный Октябрь» (укр. Червоний Жовтень), нині частина ММПО ім. Чернишова) в Тушино. До початку німецько-радянської війни сім'я Яшиних жила на Мільйонній вулиці (нині район Богородське). Тут Лев уперше виявив інтерес до футболу — в дворовій команді він був польовим гравцем.
В умовах воєнного часу, в жовтні 1941 року родина Яшиних була евакуйована до Ульяновська. Навесні 1943 року батько привів Лева на завод учнем слюсаря.
На початку 1944 року сім'я Яшина повернулася до Москви. Лев Яшин продовжив роботу на машинобудівному заводі, де працювали його батьки.
Восени 1944 року Яшин записався в секцію футболу заводу «Червоний Жовтень», тренер якої відразу визначив молоду людину на позицію воротаря. За команду міста Тушино (у той час воно не входило до складу Москви) він грав у чемпіонаті Московської області. Взимку Яшин виступав за команду з хокею з м'ячем (російського хокею) на позиції нападника. Також цікавився баскетболом, шахами і фехтуванням.
У 1946 році слюсар третього розряду Лев Яшин був нагороджений медаллю «За доблесну працю у Великій Вітчизняній війні 1941—1945 років». До 18 років він закінчив семирічний курс середньої освіти, освоїв спеціальності слюсаря, стругальника і шліфувальника.
Восени 1947 р. Яшин був призваний до лав Збройних сил у внутрішні війська.
У червні 1949 р. тренер Аркадій Чернишов запросив військовослужбовця Яшина в молодіжну команду «Динамо» (внутрішні війська входили в структуру Міністерства державної безпеки СРСР, яке займалося динамівськими спортклубами по всій країні).
У 1950 році Яшина, який добре зарекомендував себе, перевели в головну футбольну команду «Динамо». Свій перший матч за основну команду Яшин провів на тренувальних зборах в Гаграх в березні — це була товариська зустріч зі сталінградським «Трактором». Матч закінчився з рахунком 5:1 на користь «Динамо», однак Яшин пропустив курйозний гол від воротаря «Трактора».
Навесні 1950 Яшин вперше виступив за «Динамо» в чемпіонаті команд-дублерів, а вже 2 липня він вперше був включений в число запасних гравців на матч чемпіонату СРСР проти московського «Спартака». По ходу поєдинку Яшин змінює основного воротаря динамівців Олексія Хомича, який отримав травму, і практично відразу після виходу на поле пропускає гол після зіткнення з товаришем по команді. Матч закінчився внічию 1:1. Наступний свій матч в основному складі молодий воротар також провів невпевнено, пропустив 4 м'ячі від тбіліського «Динамо». Після цього Яшин знову був переведений у дублюючий склад команди.
Восени 1950 року Яшин спробував свої сили в хокеї з шайбою. У 1951—1953 роках він поєднував виступи за дублюючий склад футбольного «Динамо» з іграми за однойменний хокейний клуб. У 1953 році Яшин став володарем Кубка СРСР з хокею та бронзовим призером чемпіонату СРСР, також виступаючи на позиції воротаря. Перед хокейним чемпіонатом світу 1954 року ім'я воротаря-універсала навіть називалося серед кандидатів до національної збірної Радянського Союзу з хокею. Але навесні 1953 року, коли за підсумками передсезонних зборів Яшин знову був включений до складу команди майстрів «Динамо», він остаточно вирішує зосередитися на футболі.
Тоді ж остаточно сформувалася його ігрова техніка — чудовий вибір позиції, уміння вчасно допомогти своїм захисникам виходом з воріт, гра ногами за межами свого штрафного майданчика, впевнені кидки в ноги суперникам, які володіють м'ячем, відмінна реакція і навички лову м'яча. Найбільшою мірою на яшинський стиль гри вплинув його попередник Хомич і воротар «Динамо» довоєнних років Євген Фокін, який працював після завершення кар'єри начальником команди.
У 1953 році Лев Яшин став володарем Кубка СРСР у складі «Динамо».
У 1954 році футболіст одружився з працівницею заводської редакції радіомовлення, студенткою Поліграфічного інституту. У щасливому шлюбі у Лева і Валентини Яшиних народилися дві дочки — Ірина та Олена.
У 1954 році Яшин завоював звання чемпіона СРСР у складі «Динамо». 8 вересня того ж року провів першу гру у збірній СРСР (Радянський Союз — Швеція — 7:0, деякі ЗМІ назвали той матч «битвою під Полтавою»).
У 1955 році Яшин вдруге став чемпіоном СРСР. Йому присвоєно звання «майстер спорту».
У 1956 році Яшин разом з «Динамо» став другим призером чемпіонату СРСР. На XVI Літніх Олімпійських іграх у Мельбурні (Австралія) Яшин провів 4 матчі і пропустив 2 голи. Збірна СРСР стала олімпійським чемпіоном, обігравши у фіналі збірну Югославії з рахунком 1:0.
У 1957 році воротар оформив третє чемпіонство в радянському футбольній першості у складі «Динамо». У цьому ж році він був нагороджений орденом Трудового Червоного прапора. Йому також присвоєно звання «заслужений майстер спорту».
1958 року став володарем срібних медалей чемпіонату СРСР. На світовій першості в Швеції Яшин провів 5 матчів і пропустив 6 голів. Збірна СРСР вибула з турніру на стадії чвертьфіналу, зазнавши поразки від шведів 0:2.
1959 року Яшин і «Динамо» знову завоював золото в чемпіонаті Радянського Союзу.
У 1960 році «Динамо» посіло третє місце в першості СРСР, Яшин і його одноклубники отримали бронзові нагороди. На чемпіонаті Європи 1960 року у Франції воротар провів 2 гри і пропустив 1 гол. Збірна СРСР стала чемпіоном Європи, перемігши у фінальному матчі югославів з рахунком 2:1. У цьому ж році Яшин був нагороджений орденом Леніна. Часопис «Огонёк» визнав його найкращим воротарем СРСР за підсумками року.
У 1962 році «Динамо» завоювало срібні медалі радянського чемпіонату. На першості світу в Чилі Яшин провів 4 гри і пропустив 7 голів. Збірна СРСР вибула з розіграшу у чвертьфіналі, програвши збірній Чилі з рахунком 1:2.
У 1963 році Яшин став 5-кратним чемпіоном СРСР у складі «Динамо». Восени цього року Яшин у складі збірної світу взяв участь у матчі, присвяченому сторіччю англійського футболу. За 45 проведених на полі хвилин воротар не пропустив жодного м'яча (матч закінчився з рахунком 2:1 на користь збірної Англії). У грудні французький тижневик «Франс футбол» присудив радянському воротареві «Золотий м'яч» — нагороду найкращого гравця Європи. У перший і єдиний раз за всю історію цього призу його володарем став голкіпер. Яшин вдруге визнається найкращим воротарем СРСР і отримує приз від «Огонька».
1964 року на чемпіонаті Європи в Іспанії Яшин зіграв 2 гри і пропустив 2 голи. Збірна СРСР посіла друге місце, поступившись у фіналі Іспанії з рахунком 1:2. У травні Яшин у складі збірної Європи бере участь в матчі проти збірної Скандинавії, присвяченому 75-річчю Данської федерації футболу (збірна Європи виграла 4:2). У вересні того ж року Яшин грає за збірну Європи проти збірної Югославії у благодійній зустрічі на користь жертв землетрусу в Скоп'є (7:2 — перемога збірної Європи).
У 1965 році Лев Яшин захищав кольори збірної Європи в прощальному матчі англійського футболіста Стенлі Метьюза (матч закінчився перемогою збірної Європи з рахунком 6:4).
У 1966 році на чемпіонаті світу в Англії Яшин провів 4 гри і пропустив 5 голів. Збірна СРСР посіла четверте місце, програвши у півфіналі німцям — 1:2, а потім з таким же рахунком поступившись Португалії в матчі за третє місце. Яшину присвоєно звання «Майстер спорту міжнародного класу». «Огонёк» в третій раз наголошує його нагородою «Найкращий воротар СРСР».
У 1967 році воротар у складі «Динамо» завоював срібні медалі чемпіонату СРСР і Кубок СРСР. Також він бере участь у прощальному матчі турецького голкіпера Тургая Шерена як капітан збірної Туреччини, яка зустрічалася в Стамбулі з місцевим клубом «Галатасарай», кольори якого захищав Шерен. У цьому році він був нагороджений орденом Леніна.
1968 року Яшин як капітан збірної Міжнародної федерації футболу (ФІФА) взяв участь в матчі проти збірної Бразилії на честь 10-річчя перемоги цієї команди на чемпіонаті світу 1958 року. Гра завершилася перемогою бразильців з рахунком 2:1.
У 1970 році Яшин став срібним призером чемпіонату СРСР у складі «Динамо».
27 травня 1971 у Москві, у присутності 103 тисяч глядачів, відбувся прощальний матч Льва Яшина. У цьому матчі збірна клубів Всесоюзного спорттовариства «Динамо» (в матчі брали участь майстри з Москви, Києва і Тбілісі), виступала проти збірної зірок світу, за яку грали Ейсебіо, Боббі Чарльтон, Герд Мюллер і багато інших. Залишаючи поле по ходу матчу, Яшин передав свої рукавички 23-річному воротареві Володимиру Пільгую, символічно призначивши його своїм наступником у «Динамо». Пільгуй обійняв цю посаду на наступні 11 років. Матч завершився внічию — 2:2.
Всього за свою кар'єру Яшин провів 326 матчів у чемпіонаті СРСР (усі — у складі московського «Динамо») і 74 — за збірну СРСР. 14 разів він входив до списку 33-х найкращих футболістів за підсумками сезону (рекорд чемпіонатів СРСР). Яшину також належить рекорд тривалості виступів у складі одного клубу — 22 сезони (1949—1970).
У 1971 році Яшин вдруге був нагороджений орденом Трудового Червоного прапора.
Після завершення футбольної кар'єри Яшин працював на адміністративних посадах у спортивному клубі «Динамо», Спортивному комітеті СРСР, Федерації футболу СРСР. Деякий час був тренером дитячих та юнацьких команд.
У 1976 році московське видавництво «Известия» випустило першу книгу Яшина — «Записки воротаря» (в літературній обробці Євгена Рубіна).
У 1985 році Міжнародний олімпійський комітет нагородив Яшина Олімпійським орденом за заслуги у розвитку спорту і шляхетних олімпійських ідей. У видавництві «Фізкультура і спорт» вийшла його друга книга — «Щастя важких перемог» (в літературній обробці Євгена Горянова).
У 1988 році Яшин удостоєний нагороди ФІФА «Золотий орден за заслуги».
У 1990 році Лев Яшин перший серед російських футболістів був удостоєний звання Героя соціалістичної праці. Також цього року він був вдруге нагороджений орденом Леніна.
На початку 1980-х років у Яшина почалася гангрена на лівій нозі, викликана облітерацією судин внаслідок інтенсивного паління. У 1984 році йому було ампутовано ногу. У серпні 1989 року, на святкуванні свого 60-річчя, Яшин в останній раз з'явився перед публікою.
Лев Яшин помер 20 березня 1990, після ускладнень, викликаних тривалою гангреною. Похований на Ваганьковському кладовищі.

## Статистика виступів

### Клубна статистика
| Клуб              | Сезон  | Ліга | Ліга | Кубок | Кубок | Інші турніри | Інші турніри |
| Клуб              | Сезон  | Ігри | Голи | Ігри  | Голи  | Ігри         | Голи         |
| ----------------- | ------ | ---- | ---- | ----- | ----- | ------------ | ------------ |
| «Динамо» (Москва) | 1950   | 2    | -5   |       |       |              |              |
| «Динамо» (Москва) | 1951   | 0    | 0    |       |       |              |              |
| «Динамо» (Москва) | 1952   | 0    | 0    |       |       |              |              |
| «Динамо» (Москва) | 1953   | 13   | -11  | 5     | -2    |              |              |
| «Динамо» (Москва) | 1954   | 24   | -20  | 1     | -3    |              |              |
| «Динамо» (Москва) | 1955   | 22   | -16  | 4     | -3    |              |              |
| «Динамо» (Москва) | 1956   | 19   | -29  |       |       |              |              |
| «Динамо» (Москва) | 1957   | 12   | -7   |       |       |              |              |
| «Динамо» (Москва) | 1958   | 6    | -7   |       |       |              |              |
| «Динамо» (Москва) | 1959   | 19   | -15  |       |       |              |              |
| «Динамо» (Москва) | 1960   | 18   | -16  | 2     | -2    |              |              |
| «Динамо» (Москва) | 1961   | 19   | -21  | 2     | 0     |              |              |
| «Динамо» (Москва) | 1962   | 17   | -11  |       |       |              |              |
| «Динамо» (Москва) | 1963   | 27   | -6   | 2     | -2    |              |              |
| «Динамо» (Москва) | 1964   | 28   | -23  | 3     | -4    |              |              |
| «Динамо» (Москва) | 1965   | 20   | -11  |       |       |              |              |
| «Динамо» (Москва) | 1966   | 8    | -6   |       |       |              |              |
| «Динамо» (Москва) | 1967   | 20   | -11  | 6     | -3    | 1            | 0            |
| «Динамо» (Москва) | 1968   | 17   | -11  | 2     | -2    | 6            | -2           |
| «Динамо» (Москва) | 1969   | 22   | -20  | 2     | -1    |              |              |
| «Динамо» (Москва) | 1970   | 13   | -6   | 3     | -2    |              |              |
| Всього            | Всього | 326  |      | 32    | -24   | 7            | -2           |

### Статистика виступів за збірну
| Дата       | Місто           | Господарі        | Результат | Гості          | Турнір                 | Голи | Примітки |
| ---------- | --------------- | ---------------- | --------- | -------------- | ---------------------- | ---- | -------- |
| 8-9-1954   | Москва          | СРСР             | 7 – 0     | Швеція         | товариський матч       | -    |          |
| 26-9-1954  | Москва          | СРСР             | 1 – 1     | Угорщина       | товариський матч       | -1   |          |
| 26-6-1955  | Стокгольм       | Швеція           | 0 – 6     | СРСР           | товариський матч       | -    |          |
| 21-8-1955  | Москва          | СРСР             | 3 – 2     | ФРН            | товариський матч       | -2   |          |
| 16-9-1955  | Москва          | СРСР             | 11 – 1    | Індія          | товариський матч       | -1   |          |
| 25-9-1955  | Будапешт        | Угорщина         | 1 – 1     | СРСР           | товариський матч       | -1   |          |
| 1-7-1956   | Копенгаген      | Данія            | 2 – 5     | СРСР           | товариський матч       | -2   |          |
| 11-7-1956  | Москва          | СРСР             | 5 – 0     | Ізраїль        | відбір на ОІ-1956      | -    |          |
| 31-7-1956  | Рамат-Ган       | Ізраїль          | 1 – 2     | СРСР           | відбір на ОІ-1956      | -1   |          |
| 15-9-1956  | Ганновер        | ФРН              | 1 – 2     | СРСР           | товариський матч       | -1   |          |
| 23-9-1956  | Москва          | СРСР             | 0 – 1     | Угорщина       | товариський матч       | -1   |          |
| 21-10-1956 | Коломб          | Франція          | 2 – 1     | СРСР           | товариський матч       | -2   |          |
| 24-11-1956 | Мельбурн        | СРСР             | 2 – 1     | Німеччина      | ОІ 1956 - кваліфікація | -1   |          |
| 29-11-1956 | Мельбурн        | Індонезія        | 0 – 0     | СРСР           | ОІ 1956 - чвертьфінал  | -    |          |
| 5-12-1956  | Мельбурн        | Болгарія         | 1 – 2     | СРСР           | ОІ 1956 - півфінал     | -1   |          |
| 8-12-1956  | Мельбурн        | СРСР             | 1 – 0     | Югославія      | ОІ 1956 - Фінал        | -    |          |
| 1-6-1957   | Москва          | СРСР             | 1 – 1     | Румунія        | товариський матч       | -1   |          |
| 23-6-1957  | Москва          | СРСР             | 3 – 0     | Польща         | Відбір до ЧС 1958      | -    |          |
| 21-7-1957  | Софія (місто)   | Болгарія         | 0 – 4     | СРСР           | товариський матч       | -    |          |
| 20-10-1957 | Хожув           | Польща           | 2 – 1     | СРСР           | Відбір до ЧС 1958      | -2   |          |
| 24-11-1957 | Лейпциг         | Польща           | 0 – 2     | СРСР           | Відбір до ЧС 1958      | -    |          |
| 18-5-1958  | Москва          | СРСР             | 1 – 1     | Англія         | товариський матч       | -1   |          |
| 8-6-1958   | Гетеборг        | Англія           | 2 – 2     | СРСР           | ЧС 1958                | -2   |          |
| 11-6-1958  | Бурос           | Австрія          | 0 – 2     | СРСР           | ЧС 1958                | -    |          |
| 15-6-1958  | Гетеборг        | СРСР             | 0 – 2     | Бразилія       | ЧС 1958                | -2   |          |
| 17-6-1958  | Гетеборг        | Англія           | 0 – 1     | СРСР           | ЧС 1958                | -    |          |
| 19-6-1958  | Стокгольм       | Швеція           | 2 – 0     | СРСР           | ЧС 1958                | -2   |          |
| 6-9-1959   | Москва          | СРСР             | 3 – 1     | Чехословаччина | товариський матч       | -1   |          |
| 27-9-1959  | Будапешт        | СРСР             | 0 – 1     | Угорщина       | Відбір до ЧЄ 1960      | -1   |          |
| 19-5-1960  | Москва          | СРСР             | 7 – 1     | Польща         | товариський матч       | -1   |          |
| 6-7-1960   | Марсель         | Чехословаччина   | 0 – 3     | СРСР           | ЧЄ 1960                | -    |          |
| 10-7-1960  | Париж           | СРСР             | 2 – 1     | Югославія      | ЧЄ 1960                | -1   |          |
| 17-8-1960  | Лейпциг         | ФРН              | 0 – 1     | СРСР           | товариський матч       | -    |          |
| 4-9-1960   | Відень          | Австрія          | 3 – 1     | СРСР           | товариський матч       | -3   |          |
| 21-5-1961  | Варшава         | Польща           | 1 – 0     | СРСР           | товариський матч       | -1   |          |
| 23-8-1961  | Осло            | Норвегія         | 0 – 3     | СРСР           | Відбір до ЧС 1962      | -    |          |
| 12-11-1961 | Стамбул         | Туреччина        | 1 – 2     | СРСР           | Відбір до ЧС 1962      | -1   |          |
| 18-11-1961 | Буенос-Айрес    | Аргентина        | 1 – 2     | СРСР           | товариський матч       | -1   |          |
| 29-11-1961 | Монтевідео      | Уругвай          | 1 – 2     | СРСР           | товариський матч       | -1   |          |
| 11-4-1962  | Люксембург      | Люксембург       | 1 – 3     | СРСР           | товариський матч       | -1   |          |
| 18-4-1962  | Стокгольм       | Швеція           | 0 – 2     | СРСР           | товариський матч       | -    |          |
| 27-4-1962  | Москва          | СРСР             | 5 – 0     | Уругвай        | товариський матч       | -    |          |
| 31-5-1962  | Аріка           | СРСР             | 2 – 0     | Югославія      | ЧС 1962                | -    |          |
| 3-6-1962   | Аріка           | Колумбія         | 4 – 4     | СРСР           | ЧС 1962                | -4   |          |
| 6-6-1962   | Аріка           | Уругвай          | 1 – 2     | СРСР           | ЧС 1962                | -1   |          |
| 10-6-1962  | Аріка           | Чилі             | 2 – 1     | СРСР           | ЧС 1962                | -2   |          |
| 22-5-1963  | Москва          | СРСР             | 0 – 1     | Швеція         | товариський матч       | -1   |          |
| 22-9-1963  | Москва          | СРСР             | 1 – 1     | Угорщина       | товариський матч       | -1   |          |
| 9-10-1963  | Рим             | Італія           | 1 – 1     | СРСР           | Відбір до ЧЄ 1964      | -1   |          |
| 1-12-1963  | Касабланка      | Марокко          | 1 – 1     | СРСР           | товариський матч       | -1   |          |
| 13-5-1964  | Стокгольм       | Швеція           | 1 – 1     | СРСР           | Відбір до ЧЄ 1964      | -1   |          |
| 27-5-1964  | Москва          | СРСР             | 3 – 1     | Швеція         | Відбір до ЧЄ 1964      | -1   |          |
| 17-6-1964  | Барселона       | Данія            | 0 – 3     | СРСР           | ЧЄ 1964                | -    |          |
| 21-6-1964  | Мадрид          | Іспанія          | 2 – 1     | СРСР           | ЧЄ 1964                | -2   |          |
| 11-10-1964 | Відень          | Австрія          | 1 – 0     | СРСР           | товариський матч       | -1   |          |
| 4-11-1964  | Алжир (місто)   | Алжир            | 1 – 3     | СРСР           | товариський матч       | -1   | кап.     |
| 22-11-1964 | Белград         | Югославія        | 1 – 1     | СРСР           | товариський матч       | -1   |          |
| 4-9-1965   | Москва          | СРСР             | 0 – 0     | Югославія      | товариський матч       | -    |          |
| 3-10-1965  | Пірей           | Греція           | 1 – 4     | СРСР           | Відбір до ЧС 1966      | -1   |          |
| 17-10-1965 | Копенгаген      | Данія            | 1 – 3     | СРСР           | Відбір до ЧС 1966      | -3   |          |
| 21-11-1965 | Ріо-де-Жанейро  | Бразилія         | 2 – 2     | СРСР           | товариський матч       | -2   |          |
| 1-12-1965  | Буенос-Айрес    | Аргентина        | 1 – 1     | СРСР           | товариський матч       | -1   |          |
| 22-5-1966  | Брюссель        | Бельгія          | 0 – 1     | СРСР           | товариський матч       | -    |          |
| 16-7-1966  | Сандерленд      | Італія           | 0 – 1     | СРСР           | ЧС 1966                | -    |          |
| 23-7-1966  | Сандерленд      | Угорщина         | 1 – 2     | СРСР           | ЧС 1966                | -1   |          |
| 25-7-1966  | Ліверпуль       | ФРН              | 2 – 1     | СРСР           | ЧС 1966                | -2   |          |
| 28-7-1966  | Лондон          | Португалія       | 2 – 1     | СРСР           | ЧС 1966                | -2   | кап.     |
| 23-10-1966 | Москва          | СРСР             | 2 – 2     | НДР            | товариський матч       | -2   | кап.     |
| 1-11-1966  | Мілан           | Італія           | 1 – 0     | СРСР           | товариський матч       | -1   |          |
| 10-5-1967  | Глазго          | Шотландія        | 0 – 2     | СРСР           | товариський матч       | -    |          |
| 28-5-1967  | Санкт-Петербург | СРСР             | 2 – 0     | Мексика        | товариський матч       | -    |          |
| 3-6-1967   | Париж           | Франція          | 2 – 4     | СРСР           | товариський матч       | -2   |          |
| 11-6-1967  | Москва          | СРСР             | 4 – 3     | Австрія        | Відбір до ЧЄ 1968      | -3   |          |
| 16-7-1967  | Тбілісі         | СРСР             | 4 – 0     | Греція         | Відбір до ЧЄ 1968      | -    |          |
| Усього     |                 | Матчів (7 місце) | 74        |                | Голів                  | -68  |          |

## Досягнення
- Олімпійський чемпіон: 1956
- Чемпіон Європи: 1960
- Віце-чемпіон Європи: 1964
- Чемпіон СРСР (5): 1954, 1955, 1957, 1959, 1963
- Срібний призер чемпіонату СРСР (6): 1950, 1956, 1958, 1962, 1967, 1970
- Володар кубка СРСР (3): 1953, 1967, 1970
- Фіналіст кубка СРСР (1): 1955
- Володар «Золотого м'яча» (1): 1963

## Пам'ять
У 1994 році ФІФА заснувала приз імені Яшина, який вручається найкращому гравцю кожного чемпіонату світу. У 1997 році в московському спорткомплексі «Лужники» був встановлений пам'ятник Яшину роботи скульптора Олександра Рукавишникова. У 1999 році пам'ятник Яшину (знову роботи Рукавишникова) з'явився на території московського стадіону «Динамо».
Іменем футболіста названо вулицю в Тольятті. Приз «Воротар року», який вручається журналом «Огонёк», також носить ім'я Яшина.
Лев Яшин був визнаний найкращим воротарем XX століття за версією Міжнародної федерації футбольної історії та статистики.
На честь спортсмена названо астероїд 3442 Яшин.
Біографії Льва Яшина присвячено художній фільм «Лев Яшин. Воротар моєї мрії» (2019).